# Bajazid Doda
Bajazid Elmaz Doda (ur. 1888 w Sztirowicy, zm. 25 kwietnia 1933 w Wiedniu) – albański etnograf i fotograf, osobisty sekretarz i partner Franza Nopcsy.

## Życiorys
W młodości wyemigrował do Rumunii w celu poszukiwania pracy; w 1906 roku poznał w Bukareszcie węgierskiego arystokratę Franza Nopcsę, zostając następnie jego osobistym sekretarzem oraz partnerem. Para zamieszkiwała w Hátszeg, Londynie, Szkodrze, ostatecznie jednak osiadła w Wiedniu. Około 1907 wykonał liczne fotografie ukazujące życie ludności albańskiej na terenie Imperium Osmańskiego; zostały one częścią zbiorów archiwum Austriackiej Biblioteki Narodowej. Służył w armii austro-węgierskiej w latach 1915–1916.
25 kwietnia 1933 roku został zabity przez swojego partnera, który następnie popełnił samobójstwo.
Był autorem pracy naukowej pt. Albanisches Bauerleben im oberen Rekatal bei Dibra (Makedonien), ukończonej w kwietniu 1914 roku i wydanej pośmiertnie w 2007 roku.

## Życie prywatne
W 1913 roku jego ojciec i brat zostali podczas wojen bałkańskich zamordowani przez Serbów.